# Sherlock au zoo
Sherlock au zoo est une émission de télévision de vulgarisation scientifique diffusée entre le 22 novembre 1961  et le 11 juillet 1962 sur la Radiodiffusion-télévision française (RTF) . Elle est produite par Jean-Marie Coldefy et présentée par le zoologue belge Bernard Heuvelmans .

## Concept

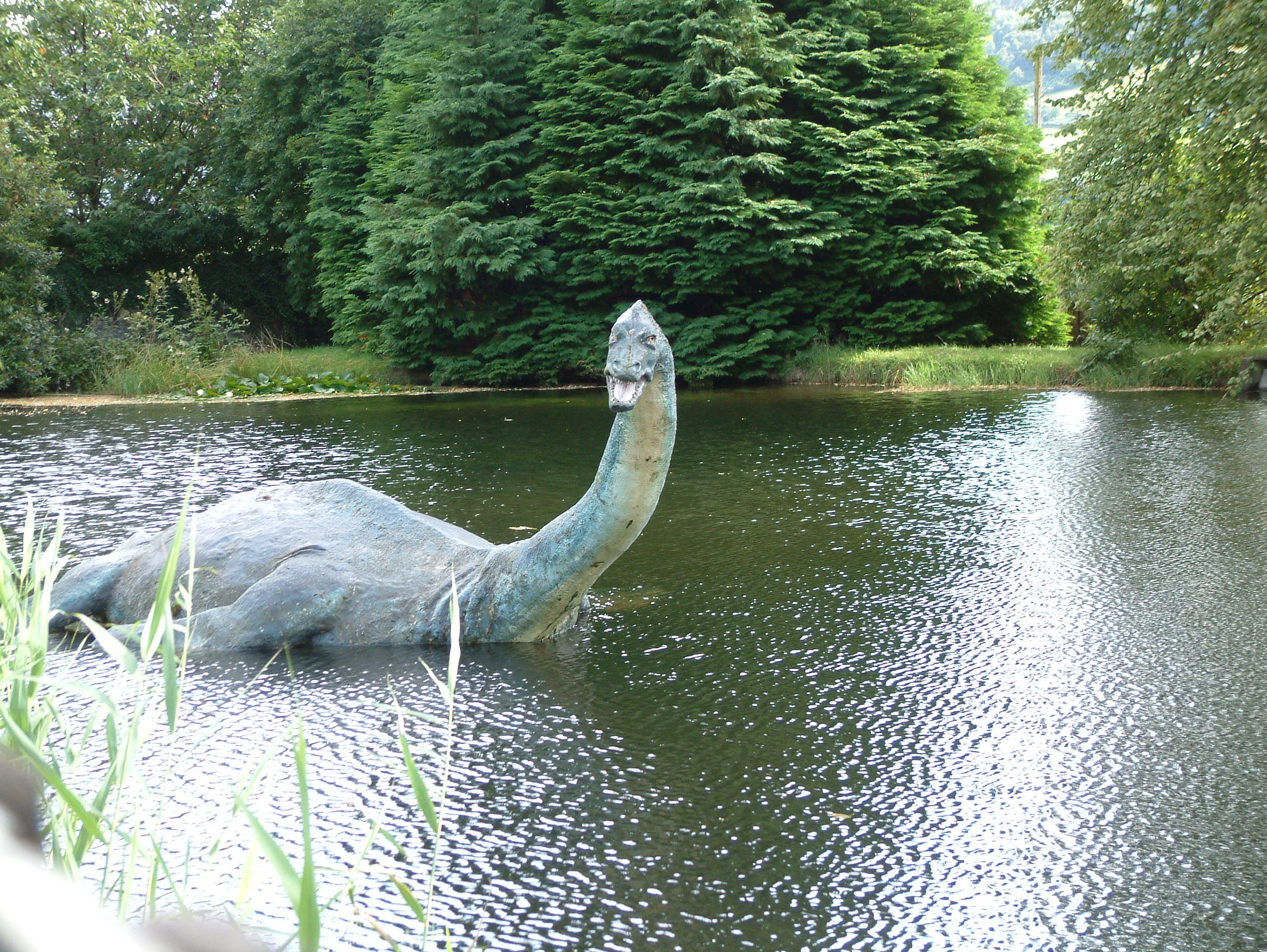
Statue représentant le monstre du Loch Ness en Écosse.

Sherlock au zoo est diffusé entre 1961 et 1962. C'est l'un des premiers magazines scientifiques du service public, qui précède des programmes comme Visa pour l'avenir (1967) ou Eurêka (1968).
Le présentateur Bernard Heuvelmans est un docteur ès sciences belge connu à l'époque pour ses travaux en zoologie, astronomie, physique ou médecine. Diplômé de la faculté des sciences naturelles de l’Université libre de Bruxelles, il publie en 1955 Sur la piste des bêtes ignorées, qui connaît un grand succès. Cet ouvrage concerne des espèces que la science n'inclut pas encore dans son champ d'études par manque de preuves tangibles. Il est dès lors considéré comme le père de la cryptozoologie .
Dans un format court entre 20 et 30 minutes, en noir et blanc, avec le flegme qui le caractérise et une pincée d'humour, il entraîne les spectateurs sur la trace d'animaux connus (gorille de montagne, paon du Congo, calmar géant) ou énigmatiques (monstre du Loch Ness, abominable homme-des-neiges).
Sherlock au zoo comporte 13 épisodes et s'achève le 11 juillet 1962. Faute de n'avoir jamais été rediffusé, le programme tombe dans l'oubli.
En 2024, plus de soixante ans après sa diffusion, la majeure partie de la série Sherlock au zoo est accessible gratuitement sur Youtube, les droits de diffusion de ces émissions ayant été achetés auprès de l'Institut national de l'audiovisuel (INA), grâce à une campagne de financement participatif organisée par Axel Mazuer (https://www.leetchi.com/fr/c/sherlock-au-zoo--documentaire-zoologique-1207731.

## Episodes
- La  métamorphose du  saurien  kangourou                        22  novembre  1961
- Les  gorilles perdus  et  retrouvés                                        6  décembre  1961
- L’énigme  de  la  plume tigrée                                             20  décembre  1961
- Le vampire  est-il coupable ?                                                3  janvier  1962
- La peau  de  l’ours blanc  et  noir                                        17  janvier  1962
- Le fantôme  du  poulpe colossal                                         31  janvier  1962
- Le  portrait-robot  de  la  licorne                                          28  février  1962 (émission filmée et programmée à ladite date, mais jamais diffusée, ayant été remplacée à la dernière minute par la diffusion d'un match de foot)
- Trois drôles  d’oiseaux                                                        14  mars  1962
- Du dernier des  dragons  au monstre  du  Loch Ness        28  mars  1962
- Quel chant  chantaient  les sirènes ?                                 15  avril1962
- L’école des  bêtes                                                                23  mai  1962
- L’affaire  des mammouths  congelés                                   20  juin 1962
- Le puzzle  de  l’abominable homme-des-neiges                11  juillet 1962